# 小さな目撃者 (1999年の映画)
『小さな目撃者』（ちいさなもくげきしゃ、Do Not Disturb）は、ディック・マース監督による、1999年公開のアメリカのサスペンス映画。父親の仕事の出張先であるアムステルダムで偶然、殺人事件を目撃してしまった少女と殺し屋の戦いを描く。

## ストーリー
アメリカの製薬会社の重役であるウォルター・リッチモンド（ウィリアム・ハート）は、妻キャスリン・リッチモンド（ジェニファー・ティリー）と娘のメリッサ・リッチモンド（フランチェスカ・ブラウン）を連れ、仕事と観光を兼ねてアムステルダムを訪れる。ホテルについた後、数年前の事故で口がきけなくなっていたメリッサがトイレに行った際にホテルで迷子になってしまい、彷徨ううちにホテルの裏手で偶然、殺人事件を目撃してしまった。口がきけないため助けを呼ぶこともできず、メリッサは孤立無援となる。そして、口のきけない10歳の少女メリッサと銃を持った殺し屋ブルーノとの、一夜限りの死闘が開始された。

## 登場人物
メリッサ・リッチモンド
演 - フランチェスカ・ブラウン
数年前の事故で口が聞けなくなった10歳の少女。ホテルの裏口で殺人事件を目撃してしまったため、殺し屋ブルーノに狙われる。喋れないものの手話を使うことができ、様々な知恵と勇気を用いて銃を持ったブルーノを相手に死闘を展開する。ホテルでブルーノの襲撃を受けるが、屋上から川に飛び込むことで事なきを得てブルーノを退けるが、その後、ハートマンの襲撃を受けて救急車ごと攫われる。救急車の上に飛び乗ったウォルターが阻止するが、救急車が急停車したことにより自身はベッドごと川に転落する。しかし、偶然川に船を停泊させていたサイモンの船に落ちたため無事に生還し、両親そしてサイモンと共にクルージングを楽しんでいた。
ウォルター・リッチモンド
演 - ウィリアム・ハート、日本語吹替 - 原康義
製薬会社の重役でメリッサの父親でキャスリンの夫。キャスリンに促されても忙しさにかこつけて手話すらも習おうとしない。最初はメリッサの言う事も全く信じていなかった。
キャスリン・リッチモンド
演 - ジェニファー・ティリー、日本語吹替 - 田中敦子
メリッサの母親でウォルターの妻。アムステルダムを危険な町を認識しており、今回の仕事と観光には乗り気ではなかった。ウォルターと違い、メリッサが殺人を目撃したという話も信じようとしていた。
サイモン
演 - デニス・リアリー、日本語吹替 - 井上倫宏
アムステルダムの浮浪者。メリッサを助けてくれた。善人だが麻薬の常習者でもある。
ルドルフ・ハートマン
演 - マイケル・チクリス、日本語吹替 - 佐々木梅治
ウォルターの取引相手。ウォルターを詐欺に掛けようとするが、秘密を知った弁護士の頭を叩きつけて殺害する。最後は救急車の天井からウォルターによりパイプで天井を貫かれそのまま事故死する。
ブルーノ・デッカー
演 - コーリイ・ジョンソン、日本語吹替 - 小杉十郎太
ハートマンに雇われた殺し屋。目撃者であるメリッサを狙い死闘を展開する。メリッサを追ってホテルの屋上から川に飛び降りるが、クルージング中の船が現れ落ちながら最後の悪あがきとして発砲し乗組員を1人射殺するが、そのままテーブルの上に落ちて転落死する。
ビリー・ボーイ・マンソン
演 - マイケル・A・グールジャン、日本語吹替 - 川村拓央
人気ミュージシャンでホテルの最上階を借り切る。股間に蛇を入れるなどのパフォーマンスを行っている。少女趣味があるらしく、それで逮捕された経歴があると自分で言っている。最後は邪魔だとしてブルーノに射殺される。